# Aristidis Dimopulos
Aristidis Dimopulos (gr. Αριστείδης Δημόπουλος; ur. 13 września 1933 w Atenach) – grecki polityk i prawnik, w latach 1971–1974 wiceminister finansów, w latach 1988–1989 poseł do Parlamentu Europejskiego II kadencji.

## Życiorys
W 1957 ukończył studia prawnicze na Uniwersytecie Narodowym im. Kapodistriasa w Atenach. Kształcił się też w Centrum Studiów Europejskich przy Uniwersytecie w Nancy. W 1964 obronił doktorat, praktykował także jako adwokat, specjalizujący się w prawie handlowym i cywilnym. W 1962 opublikował francuskojęzyczną książkę poświęconą stosunkowi Francuzów do greckiej wojny o niepodległość. Związał się z rządami dyktatury czarnych pułkowników, od 1971 do 1974 był sekretarzem stanu w resorcie finansów w kolejnych rządach.
W 1984 kandydował do Parlamentu Europejskirgo z ramienia prawicowej listy Ethniki Politiki Enossis (Narodowa Unia Polityczna) pod nieformalnym przywództwem uwięzionego Jeorjosa Papadopulosa (z którym był zaprzyjaźniony). Sprawował funkcję rzecznika prasowego partii. Mandat objął 1 sierpnia 1988 po rezygnacji Chrisantosa Dimitriadisa. Przystąpił do grupy Europejska Prawica, zostając członkiem jej prezydium. Objął funkcję wiceprzewodniczącego Delegacji ds. stosunków z Cyprem (1988–1989). Z mandatu zrezygnował już 6 lutego 1989 w proteście przeciw „istnieniu więźniów politycznych w Grecji”, zastąpił go Spiridon Zurnadzis.